# Coryphantha guerkeana
Coryphantha guerkeana ist eine Pflanzenart in der Gattung Coryphantha aus der Familie der Kakteengewächse (Cactaceae). Das Artepitheton guerkeana ehrt den deutschen Botaniker Max Gürke.

## Beschreibung
Coryphantha guerkeana wächst meist einzeln mit kugelförmigen, im Scheitel bewollten, blaugrünen Trieben, die Durchmesser von 6 bis 8 Zentimeter erreichen. Die bis zu 15 Millimeter langen Warzen sind unauffällig. Die bewollten Axillen tragen je eine große rote Nektardrüse. Die zwei bis vier grauen Mitteldornen sind abstehend und zu ihrer Spitze hin etwas gebogen. Die sieben bis zwölf ebenfalls grauen Randdornen sind spreizend und bis zu 1,5 Zentimeter lang.
Die Blüten sind gelb gefärbt.

## Verbreitung und Systematik
Coryphantha guerkeana ist im mexikanischen Bundesstaat Durango verbreitet. 
Die Erstbeschreibung als Mammillaria gurkeana durch Friedrich Bödeker wurde 1914 veröffentlicht. Nathaniel Lord Britton und Joseph Nelson Rose stellten die Art 1923 in die Gattung Coryphantha. Reto F. Dicht und Adrian D. Lüthy behandelten Coryphantha guerkeana 2001 als taxonomisches Synonym von Coryphantha ottonis.

## Nachweise